# Kulm Kogel
Kulm Kogel är ett berg i Österrike.   Det ligger i distriktet Liezen och förbundslandet Steiermark, i den centrala delen av landet, 190 km väster om huvudstaden Wien. Toppen på Kulm Kogel är 1 132 meter över havet.
Terrängen runt Kulm Kogel är bergig österut, men västerut är den kuperad. Terrängen runt Kulm Kogel sluttar söderut. Runt Kulm Kogel är det ganska glesbefolkat, med 25 invånare per kvadratkilometer.. Närmaste större samhälle är Liezen, 17,9 km öster om Kulm Kogel. 
I omgivningarna runt Kulm Kogel växer i huvudsak blandskog.